# Asralt Hayrhan
Asralt Hayrhan är ett berg i Mongoliet. Det ligger i provinsen Töv, i den centrala delen av landet, 70 km nordost om huvudstaden Ulan Bator. Toppen på Asralt Hayrhan är 2 799 meter över havet.
Terrängen runt Asralt Hayrhan är huvudsakligen kuperad. Asralt Hayrhan är den högsta punkten i trakten. Trakten runt Asralt Hayrhan är nära nog obefolkad, med färre än två invånare per kvadratkilometer. Trakten runt Asralt Hayrhan består i huvudsak av gräsmarker.